# Ivan Petersson
Martin Ivan Petersson, född 1 augusti 1889 i Malmö, död 22 maj 1948 i Hedvig Eleonora församling i Stockholm, var en svensk körsnär.
Ivan Petersson var son till snickaren Martin Petersson. Han utbildade sig till körsnär hos AB Moresco i Malmö och var därefter anställd vid olika körsnärsfirmor i Göteborg, Tranås och Stockholm. År 1918 startade han egen firma i Stockholm, Körsnär Ivan Petersson AB, vilken han utvecklade till en av de ledande inom pälsbranschen. Han startade Svensk körsnärstidning, vars redaktör han var 1924–1935. Han tillhörde styrelsen för Sveriges körsnärsmästarförening 1922–1940 och var dess ordförande 1937–1939. Som rådgivare och bedömningsman biträdde han Sveriges pälsdjursuppfödares riksförbund. Petersson hade stort intresse för yrkets historia och bedrev arkiv- och museistudier för ett planerat arbete om ämnet. Petersson är begravd på Sandsborgskyrkogården i Stockholm.